# Riz paddy

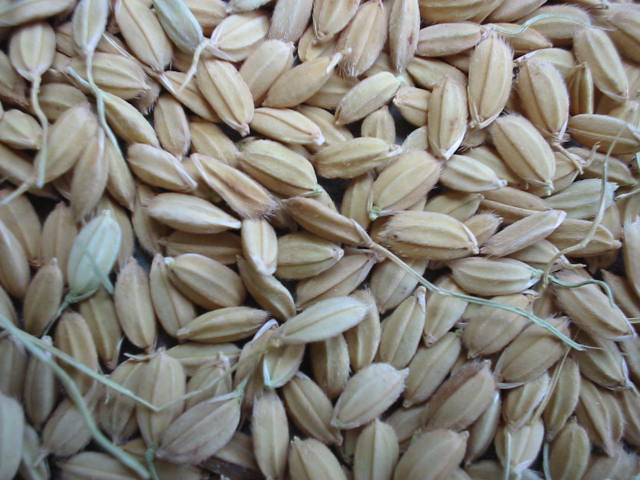
Riz paddy

Le riz paddy (terme venant du malais padi, qui désigne le riz sur pied dans la rizière) est à l'état brut, c'est un « riz non décortiqué » qui a conservé sa balle après battage. 
Généralement, 1 kilogramme de riz « paddy » donne 750 g de riz complet et 600 g de riz blanc.
Le riz paddy est utilisé en aquariophilie : on fait macérer des grains dans l'eau pour développer des infusoires pour la nourriture des alevins.